# Cazilhac (Aude)
Cazilhac è un comune francese di 1 665 abitanti situato nel dipartimento dell'Aude nella regione dell'Occitania.

## Società

### Evoluzione demografica
Abitanti censiti